# Suchiate
Suchiate è un comune del Messico, situato nello stato di Chiapas.